# Avicii-diszkográfia
Avicii svéd DJ és zenei producer diszkográfiája (ismert még Tim Berg és Tom Hangs néven is) két stúdióalbumot, egy válogatásalbumot, egy remixalbumot, egy mixalbumot, 51 kislemezt, egy promóciós kislemezt és 29 videóklipet tartalmaz. 2018-ban bekövetkezett halála után megjelent egy posztumusz stúdióalbuma és öt posztumusz kislemeze is.

## Albumok

### Stúdióalbumok
| Cím     | Album adatok | Legjobb helyezések | Legjobb helyezések | Legjobb helyezések | Legjobb helyezések | Legjobb helyezések | Legjobb helyezések | Legjobb helyezések | Legjobb helyezések | Legjobb helyezések | Legjobb helyezések | Eladások      | Minősítések |
| Cím     | Album adatok | SWE                | AUS                | AUT                | BEL (FL)           | FRA                | GER                | NLD                | SWI                | UK                 | US                 | Eladások      | Minősítések |
| ------- | --- | ------------------ | ------------------ | ------------------ | ------------------ | ------------------ | ------------------ | ------------------ | ------------------ | ------------------ | ------------------ | ------------- | --- |
| True    | - Megjelent: 2013. szeptember 13. (Svédország) - Kiadók: PRMD, Universal - Formátumok: CD, LP, digitális letöltés | 1                  | 1                  | 3                  | 5                  | 8                  | 5                  | 2                  | 2                  | 2                  | 5                  | - US: 319,000 | - GLF: 2× platina - ARIA: Arany - BPI: Platina - BVMI: Platina - IFPI AUT: 3× platina - IFPI SWI: Arany - SNEP: Platina - RIAA: Platina |
| Stories | - Megjelent: 2015. október 2. (Svédország) - Kiadók: PRMD, Universal - Formátumok: CD, LP, digitális letöltés     | 1                  | 10                 | 6                  | 7                  | 19                 | 8                  | 7                  | 3                  | 9                  | 17                 |               | - GLF: 2× platina - BPI: Ezüst - IFPI AUT: Arany                                                                                        |
| Tim     | - Megjelent: 2019. június 6. (Svédország) - Kiadó: Universal - Formátumok: CD, LP, digitális letöltés             | 1                  | 6                  | 3                  | 1                  | 11                 | 5                  | 1                  | 2                  | 7                  | 11                 |               | |

### Válogatásalbumok
| Cím                                                    | Album adatok                                                                                            |
| ------------------------------------------------------ | --- |
| Avicii Presents Strictly Miami (DJ Edition) [Unmixed]  | - Megjelent: 2011. április 4. (US) - Kiadó: Strictly Rhythm - Formátumok: CD, digitális letöltés        |
| The Singles                                            | - Megjelent: 2011. május 31. (US) - Kiadó: Ultra - Formátumok: CD, digitális letöltés                   |
| The Collection – taken from Superstar (Deluxe Edition) | - Megjelent: 2011. augusztus 5. (US) - Kiadó: Superstar Recordings - Formátumok: CD, digitális letöltés |

### Remixalbumok
| Cím                    | Album adatok                                                                                        | Legjobb helyezések | Legjobb helyezések | Legjobb helyezések | Legjobb helyezések | Legjobb helyezések | Legjobb helyezések |
| Cím                    | Album adatok                                                                                        | SWE                | AUS                | BEL (FL)           | NZ                 | SWI                | US                 |
| ---------------------- | --------------------------------------------------------------------------------------------------- | ------------------ | ------------------ | ------------------ | ------------------ | ------------------ | ------------------ |
| True: Avicii by Avicii | - Megjelent: 2014. március 21. (SWE) - Kiadók: PRMD, Universal - Formátumok: CD, digitális letöltés | 15                 | 16                 | 29                 | 23                 | 15                 | 139                |

### Mixalbumok
| Cím                            | Album adatok                                                                                      |
| ------------------------------ | ------------------------------------------------------------------------------------------------- |
| Avicii Presents Strictly Miami | - Megjelent: 2011. április 5. (SWE) - Kiadó: Strictly Rhythm - Formátumok: CD, digitális letöltés |

## Középlemezek
| Cím                                                         | Részletek                                                                                             | Legjobb helyezések | Legjobb helyezések | Legjobb helyezések | Legjobb helyezések | Legjobb helyezések | Legjobb helyezések | Legjobb helyezések |
| Cím                                                         | Részletek                                                                                             | SWE                | AUS                | AUT                | FRA                | GER                | SWI                | US                 |
| ----------------------------------------------------------- | --- | ------------------ | ------------------ | ------------------ | ------------------ | ------------------ | ------------------ | ------------------ |
| Muja                                                        | - Megjelent: 2009. április 15. - Kiadó: Vicious Grooves - Formátum: Digitális letöltés                | —                  | —                  | —                  | —                  | —                  | —                  | —                  |
| I Always DJ Naked (Starkillersszel, Killers & Rockersként)  | - Megjelent: 2010. október 19. - Kiadó: Ultra Records - Formátum: Digitális letöltés                  | —                  | —                  | —                  | —                  | —                  | —                  | —                  |
| iTunes Festival: London 2013                                | - Megjelent: 2013. január 1. - Kiadó: Universal - Formátum: Digitális letöltés                        | —                  | —                  | —                  | —                  | —                  | —                  | —                  |
| The Days / The Nights                                       | - Megjelent: 2014. december 1. - Kiadó: PRMD, Universal - Formátumok: 12", digitális letöltés         | —                  | —                  | —                  | —                  | —                  | —                  | —                  |
| Pure Grinding / For a Better Day                            | - Megjelent: 2015. augusztus 28. - Kiadó: PRMD - Formátum: Digitális letöltés                         | —                  | —                  | —                  | —                  | —                  | —                  | —                  |
| Avīci (01)                                                  | - Megjelent: 2017. augusztus 10. - Kiadó: Universal Music Sweden - Formátumok: CD, digitális letöltés | 1                  | 14                 | 9                  | 57                 | 37                 | 11                 | 52                 |
| Live a Life You Will Remember                               | - Megjelent: 2021. május 7. - Kiadó: Universal Music Sweden - Formátum: streaming                     | —                  | —                  | —                  | —                  | —                  | —                  | —                  |
| "—" nem szerepelt listán, vagy nem jelent meg az országban. | |                    |                    |                    |                    |                    |                    |                    |

## Kislemezek

### Önálló előadóként
| Cím                                                                                 | Év   | Legjobb helyezések | Legjobb helyezések | Legjobb helyezések | Legjobb helyezések | Legjobb helyezések | Legjobb helyezések | Legjobb helyezések | Legjobb helyezések | Legjobb helyezések | Legjobb helyezések | Minősítések | Album                                                         |
| Cím                                                                                 | Év   | SWE                | AUS                | AUT                | BEL (FL)           | FRA                | GER                | NLD                | SWI                | UK                 | US                 | Minősítések | Album                                                         |
| ----------------------------------------------------------------------------------- | ---- | ------------------ | ------------------ | ------------------ | ------------------ | ------------------ | ------------------ | ------------------ | ------------------ | ------------------ | ------------------ | --- | ------------------------------------------------------------- |
| Sound of Now                                                                        | 2008 | —                  | —                  | —                  | —                  | —                  | —                  | —                  | —                  | —                  | —                  | | Nem jelent meg albumon                                        |
| Muja                                                                                | 2009 | —                  | —                  | —                  | —                  | —                  | —                  | —                  | —                  | —                  | —                  | | Muja EP                                                       |
| Ryu                                                                                 | 2009 | —                  | —                  | —                  | —                  | —                  | —                  | —                  | —                  | —                  | —                  | | Ryu / Strutnut                                                |
| Even (Sebastien Drumsszal)                                                          | 2009 | —                  | —                  | —                  | —                  | —                  | —                  | —                  | —                  | —                  | —                  | | Nem jelent meg albumon                                        |
| Alcoholic (Tim Bergként)                                                            | 2009 | —                  | —                  | —                  | —                  | —                  | —                  | —                  | —                  | —                  | —                  | | Nem jelent meg albumon                                        |
| Break da Floor (Ralph-fal)                                                          | 2009 | —                  | —                  | —                  | —                  | —                  | —                  | —                  | —                  | —                  | —                  | | Nem jelent meg albumon                                        |
| Bom                                                                                 | 2010 | —                  | —                  | —                  | —                  | —                  | —                  | —                  | —                  | —                  | —                  | | Nem jelent meg albumon                                        |
| Insomnia (Tom Hangsként, Starkillersszel, Pimp Rockersszel és Marco Machiavellivel) | 2010 | —                  | —                  | —                  | —                  | —                  | —                  | —                  | —                  | —                  | —                  | | Nem jelent meg albumon                                        |
| Bromance (Tim Bergként)                                                             | 2010 | 16                 | —                  | —                  | 1                  | —                  | —                  | 2                  | —                  | —                  | —                  | - BEA: Arany - NVPI: Arany | Nem jelent meg albumon                                        |
| My Feelings for You (Sebastien Drumsszal)                                           | 2010 | 37                 | —                  | 34                 | —                  | —                  | 25                 | 24                 | 40                 | 46                 | —                  | | Nem jelent meg albumon                                        |
| Seek Bromance (Avicii's Vocal Extended) (Tim Bergként)                              | 2010 | 20                 | 32                 | 53                 | —                  | 12                 | 61                 | —                  | 13                 | 13                 | —                  | - GLF: Platina - ARIA: Arany - BEA: Arany - BPI: Arany | Nem jelent meg albumon                                        |
| Tweet It (Tim Bergként, Norman Doray-jel és Sebastien Drumsszal)                    | 2010 | —                  | —                  | —                  | —                  | —                  | —                  | 55                 | —                  | —                  | —                  | | Nem jelent meg albumon                                        |
| Malo                                                                                | 2010 | —                  | —                  | —                  | —                  | —                  | —                  | —                  | —                  | —                  | —                  | | Nem jelent meg albumon                                        |
| Don’t Hold Back (John Dahlbäckkel Joviciiként, közreműködik Andy P)                 | 2010 | —                  | —                  | —                  | —                  | —                  | —                  | —                  | —                  | —                  | —                  | | Nem jelent meg albumon                                        |
| Street Dancer                                                                       | 2011 | —                  | —                  | —                  | —                  | —                  | —                  | 33                 | —                  | —                  | —                  | | Nem jelent meg albumon                                        |
| So Excited                                                                          | 2011 | —                  | —                  | —                  | —                  | —                  | —                  | —                  | —                  | —                  | —                  | | Nem jelent meg albumon                                        |
| iTrack (Oliver Ingrossóval és Otto Knows-zal)                                       | 2011 | —                  | —                  | —                  | —                  | —                  | —                  | 30                 | —                  | —                  | —                  | | Nem jelent meg albumon                                        |
| Sweet Dreams (Avicii Swede Dreams Mix)                                              | 2011 | —                  | —                  | —                  | —                  | —                  | —                  | —                  | —                  | —                  | —                  | | Nem jelent meg albumon                                        |
| Blessed (Avicii Edit) (Tom Hangsként, közreműködik Shermanology)                    | 2011 | —                  | —                  | —                  | —                  | 69                 | 50                 | 9                  | —                  | 164                | —                  | | Nem jelent meg albumon                                        |
| Jailbait                                                                            | 2011 | —                  | —                  | —                  | —                  | —                  | —                  | —                  | —                  | —                  | —                  | | Nem jelent meg albumon                                        |
| Snus (Sebastien Drumsszal)                                                          | 2011 | —                  | —                  | —                  | —                  | —                  | —                  | —                  | —                  | —                  | —                  | | Nem jelent meg albumon                                        |
| Fade into Darkness                                                                  | 2011 | 4                  | 70                 | —                  | —                  | —                  | —                  | —                  | —                  | 196                | —                  | - GLF: 5× platina | Nem jelent meg albumon                                        |
| Collide (Leona Lewisszal)                                                           | 2011 | —                  | —                  | 29                 | —                  | —                  | —                  | —                  | —                  | 4                  | —                  | - BPI: Ezüst | Nem jelent meg albumon                                        |
| Levels                                                                              | 2011 | 1                  | 24                 | 4                  | 4                  | 14                 | 6                  | 4                  | 5                  | 4                  | 60                 | - GLF: 8× platina - ARIA: 4× platina - BEA: Platina - BPI: 2× platina - BVMI: 2× platina - IFPI AUT: Platina - IFPI SWI: 2× platina - NVPI: 4× platina - RIAA: Platina            | Nem jelent meg albumon                                        |
| Before This Night Is Through (Bad Things) (Tim Bergként)                            | 2012 | —                  | —                  | —                  | —                  | —                  | —                  | —                  | —                  | —                  | —                  | | Bad Things – The Ten Year Anniversary Album from Joia Records |
| Silhouettes                                                                         | 2012 | 11                 | 53                 | 26                 | —                  | —                  | 87                 | 35                 | —                  | 22                 | —                  | - GLF: 3× platina - ARIA: Arany - BPI: Ezüst | Nem jelent meg albumon                                        |
| Superlove (Remix) (vs. Lenny Kravitz)                                               | 2012 | —                  | —                  | —                  | 7                  | —                  | —                  | 15                 | —                  | 49                 | —                  | | Nem jelent meg albumon                                        |
| Two Million                                                                         | 2012 | —                  | —                  | —                  | —                  | —                  | —                  | —                  | —                  | —                  | —                  | | Nem jelent meg albumon                                        |
| Last Dance                                                                          | 2012 | —                  | —                  | —                  | —                  | 40                 | —                  | —                  | —                  | —                  | —                  | | Nem jelent meg albumon                                        |
| Dancing in My Head (Eric Turnerrel)                                                 | 2012 | —                  | —                  | —                  | —                  | —                  | —                  | 54                 | —                  | 188                | —                  | | Nem jelent meg albumon                                        |
| I Could Be the One (vs. Nicky Romero)                                               | 2012 | 3                  | 4                  | 15                 | 8                  | 22                 | 37                 | 7                  | 26                 | 1                  | —                  | - ARIA: 3× platina - BEA: Arany - BPI: Platina - BVMI: Arany - NVPI: 3× platina - RIAA: Platina                                                                                   | Nem jelent meg albumon                                        |
| Three Million (Your Love Is Amazing) (közreműködik Negin)                           | 2013 | —                  | —                  | —                  | —                  | —                  | —                  | —                  | —                  | —                  | —                  | | Nem jelent meg albumon                                        |
| X You                                                                               | 2013 | 19                 | —                  | —                  | —                  | —                  | —                  | 48                 | —                  | 47                 | —                  | - GLF: Platina | Nem jelent meg albumon                                        |
| UMF (Ultra Music Festival Anthem)                                                   | 2013 | —                  | —                  | —                  | —                  | —                  | —                  | —                  | —                  | —                  | —                  | | Ultra Music Festival Anthems EP                               |
| We Write the Story (B&B-vel Choirrel)                                               | 2013 | —                  | —                  | —                  | —                  | —                  | —                  | 73                 | —                  | —                  | —                  | | Eurovision Song Contest: Malmö 2013                           |
| Wake Me Up                                                                          | 2013 | 1                  | 1                  | 1                  | 1                  | 1                  | 1                  | 1                  | 1                  | 1                  | 4                  | - GLF: 13× platina - ARIA: 15× platina - BEA: 4× platina - BPI: 4× platina - BVMI: 4× platina - IFPI AUT: 2× platina - IFPI SWI: 3× platina - NVPI: 8× platina - RIAA: 6× platina | True                                                          |
| Speed (Burn and Lotus F1 Team Mix)                                                  | 2013 | —                  | —                  | 50                 | —                  | —                  | —                  | —                  | —                  | —                  | —                  | | Nem jelent meg albumon                                        |
| You Make Me                                                                         | 2013 | 1                  | 12                 | 7                  | 20                 | 58                 | 34                 | 20                 | 29                 | 5                  | 85                 | - GLF: 4× platina - ARIA: Platina - BPI: Arany - NVPI: 2× platina - RIAA: Arany                                                                                                   | True                                                          |
| Hey Brother                                                                         | 2013 | 1                  | 2                  | 1                  | 3                  | 4                  | 1                  | 1                  | 1                  | 2                  | 16                 | - GLF: 7× platina - ARIA: 5× platina - BEA: Platina - BPI: 2× platina - BVMI: 2× Platinum - IFPI AUT: Platina - IFPI SWI: Platina - NVPI: 3× Platina                              | True                                                          |
| Addicted to You                                                                     | 2013 | 11                 | 5                  | 3                  | 5                  | 6                  | 6                  | 6                  | 4                  | 14                 | —                  | - GLF: 3× platina - ARIA: 3× platina - BEA: Arany - BPI: Arany - BVMI: Platina - IFPI AUT: Arany                                                                                  | True                                                          |
| Lay Me Down                                                                         | 2014 | 39                 | 34                 | 17                 | —                  | 47                 | 35                 | 44                 | 41                 | 200                | —                  | - GLF: Arany | True                                                          |
| The Days                                                                            | 2014 | 1                  | 10                 | 3                  | —                  | 52                 | 7                  | 10                 | 8                  | 82                 | 78                 | - GLF: Platina - ARIA: Platina - BVMI: Arany | The Days / Nights EP                                          |
| The Nights                                                                          | 2014 | 2                  | 9                  | 6                  | 14                 | 79                 | 19                 | 19                 | 17                 | 6                  | —                  | - GLF: Platina - ARIA: Arany - BPI: 2× platina - BVMI: Arany - IFPI AUT: Arany - RIAA: Platina                                                                                    | The Days / Nights EP                                          |
| Feeling Good                                                                        | 2015 | 27                 | —                  | —                  | —                  | —                  | —                  | —                  | —                  | —                  | —                  | | Nem jelent meg albumon                                        |
| Waiting for Love                                                                    | 2015 | 1                  | 15                 | 1                  | 15                 | 14                 | 8                  | 6                  | 7                  | 6                  | —                  | - GLF: 7× platina - ARIA: Platina - BEA: Platina - BPI: Platina - BVMI: Platina - IFPI AUT: Arany - RIAA: Arany                                                                   | Stories                                                       |
| For a Better Day                                                                    | 2015 | 5                  | 51                 | 10                 | —                  | 26                 | 18                 | 17                 | 16                 | 68                 | —                  | - GLF: 2× platina - BVMI: Arany | Stories                                                       |
| Pure Grinding                                                                       | 2015 | 19                 | —                  | 71                 | —                  | —                  | 94                 | —                  | —                  | —                  | —                  | | Stories                                                       |
| Broken Arrows                                                                       | 2015 | 4                  | 30                 | 70                 | —                  | —                  | 82                 | 43                 | 57                 | 178                | —                  | - GLF: 3× platina | Stories                                                       |
| Taste the Feeling (vs. Conrad Sewell)                                               | 2016 | 60                 | —                  | 17                 | —                  | 148                | 53                 | —                  | —                  | —                  | —                  | | Nem jelent meg albumon                                        |
| Without You (közreműködik Sandro Cavazza)                                           | 2017 | 1                  | 20                 | 7                  | 15                 | 30                 | 18                 | 13                 | 10                 | 32                 | —                  | - GLF: 7× platina - BEA: Platina - BPI: Ezüst - BVMI: Platina - IFPI AUT: Arany - RIAA: Arany - SNEP: Platina                                                                     | Avīci (01)                                                    |
| Lonely Together (közreműködik Rita Ora)                                             | 2017 | 3                  | 32                 | 18                 | 36                 | 66                 | 24                 | 22                 | 22                 | 4                  | —                  | - BEA: Arany - BPI: Platina - BVMI: Arany - SNEP: Platina - RIAA: Platina | Avīci (01)                                                    |
| SOS (közreműködik Aloe Blacc)                                                       | 2019 | 1                  | 7                  | 4                  | 2                  | 49                 | 8                  | 2                  | 3                  | 6                  | 68                 | - ARIA: Platina - BEA: Platina - BPI: Platina - BVMI: Arany - SNEP: Arany - RIAA: Arany                                                                                           | Tim                                                           |
| Tough Love (közreműködik Vargas & Lagola és Agnes)                                  | 2019 | 2                  | —                  | 45                 | —                  | —                  | 72                 | 60                 | 31                 | 60                 | —                  | | Tim                                                           |
| Heaven (közreműködik Chris Martin)                                                  | 2019 | 2                  | 20                 | 21                 | 15                 | 119                | 30                 | 16                 | 11                 | 20                 | 83                 | | Tim                                                           |
| Fades Away (Tribute Concert Version) (közreműködik MishCatt)                        | 2019 | 77                 | —                  | —                  | —                  | —                  | —                  | —                  | —                  | —                  | —                  | | Tim                                                           |
| Forever Yours (Tribute) (Kygóval és Sandro Cavazzával)                              | 2020 | 4                  | 96                 | —                  | —                  | —                  | 65                 | 64                 | 25                 | —                  | —                  | | Nem jelent meg albumon                                        |
| "—" nem szerepelt listán, vagy nem jelent meg az országban.                         |      |                    |                    |                    |                    |                    |                    |                    |                    |                    |                    | |                                                               |

### Közreműködés kislemezekben
| Cím                                                                                                | Év   | Legjobb helyezések | Legjobb helyezések | Legjobb helyezések | Legjobb helyezések | Legjobb helyezések | Legjobb helyezések | Legjobb helyezések | Legjobb helyezések | Album                  |
| Cím                                                                                                | Év   | SWE                | BEL (FL) Tip       | FRA                | NOR                | SPA                | UK                 | US Bub.            | US Dance           | Album                  |
| -------------------------------------------------------------------------------------------------- | ---- | ------------------ | ------------------ | ------------------ | ------------------ | ------------------ | ------------------ | ------------------ | ------------------ | ---------------------- |
| Divine Sorrow (Wyclef dala, közreműködik Avicii)                                                   | 2014 | 7                  | 23                 | 105                | 25                 | 38                 | 174                | 9                  | 12                 | J'ouvert (EP)          |
| Dar um Jeito (We Will Find a Way) (Santana és Wyclef dala, közreműködik Avicii és Alexandre Pires) | 2014 | —                  | 16                 | —                  | —                  | 49                 | —                  | —                  | —                  | One Love, One Rhythm   |
| 忘我 (Lose Myself) (Wang Leehom dala, közreműködik Avicii)                                         | 2014 | —                  | —                  | —                  | —                  | —                  | —                  | —                  | —                  | 你的愛 (Your Love)     |
| Back Where I Belong (Otto Knows dala, közreműködik Avicii)                                         | 2016 | 32                 | ―                  | ―                  | —                  | ―                  | —                  | ―                  | —                  | Nem jelent meg albumon |
| "—" nem szerepelt listán, vagy nem jelent meg az országban.                                        |      |                    |                    |                    |                    |                    |                    |                    |                    |                        |

### Promóciós kislemezek
| Cím     | Év   | Legjobb helyezés | Legjobb helyezés | Legjobb helyezés | Album                  |
| Cím     | Év   | BEL (FL) Tip     | BEL (WA) Tip     | NLD              | Album                  |
| ------- | ---- | ---------------- | ---------------- | ---------------- | ---------------------- |
| Penguin | 2011 | 16               | 33               | 60               | Nem jelent meg albumon |

## Egyéb slágerlistás dalok
| Sunshine (David Guettával)                                  | 2011 | 59 | —  | —  | —  | —  | —  |                   | Nothing but the Beat |
| Run Away (Kate Ryan dala, közreműködik Tim Berg)            | 2012 | —  | 37 | —  | —  | —  | —  |                   | Electroshock         |
| Dear Boy                                                    | 2013 | 18 | —  | —  | —  | —  | 34 |                   | True                 |
| Liar Liar                                                   | 2013 | 26 | —  | —  | —  | —  | 45 |                   | True                 |
| Shame on Me                                                 | 2013 | 32 | —  | —  | —  | —  | —  |                   | True                 |
| Hope There's Someone                                        | 2013 | 47 | —  | —  | —  | —  | —  |                   | True                 |
| Heart Upon My Sleeve                                        | 2013 | 51 | —  | —  | —  | —  | 49 |                   | True                 |
| All You Need Is Love                                        | 2013 | 33 | —  | —  | —  | —  | —  |                   | True                 |
| Gonna Love Ya                                               | 2015 | 3  | —  | —  | 25 | —  | 32 | - GLF: 3× platina | Stories              |
| Somewhere in Stockholm                                      | 2015 | 30 | —  | —  | —  | —  | —  |                   | Stories              |
| Trouble                                                     | 2015 | 33 | —  | —  | —  | —  | 46 |                   | Stories              |
| Sunset Jesus                                                | 2015 | 37 | —  | —  | —  | —  | 49 |                   | Stories              |
| Talk to Myself                                              | 2015 | 43 | —  | —  | —  | —  | 25 |                   | Stories              |
| Ten More Days                                               | 2015 | 45 | —  | —  | —  | —  | —  |                   | Stories              |
| Can’t Catch Me                                              | 2015 | 55 | —  | —  | —  | —  | —  |                   | Stories              |
| True Believer                                               | 2015 | 64 | —  | —  | —  | —  | 50 |                   | Stories              |
| City Lights                                                 | 2015 | 66 | —  | —  | —  | —  | —  |                   | Stories              |
| Touch Me                                                    | 2015 | 69 | —  | —  | —  | —  | —  |                   | Stories              |
| Friend of Mine (közreműködik Vargas & Lagola)               | 2017 | 5  | —  | —  | —  | —  | 44 |                   | Avīci (01)           |
| You Be Love (közreműködik Billy Raffoul)                    | 2017 | 9  | —  | —  | —  | —  | 41 |                   | Avīci (01)           |
| What Would I Change It To (közreműködik AlunaGeorge)        | 2017 | 11 | —  | —  | —  | —  | —  |                   | Avīci (01)           |
| So Much Better (Avicii Remix) (Sandro Cavazzával)           | 2017 | 12 | —  | —  | —  | —  | —  |                   | Avīci (01)           |
| Peace of Mind (közreműködik Vargas & Lagola)                | 2019 | 17 | —  | 99 | —  | —  | 22 |                   | Tim                  |
| Bad Reputation (közreműködik Joe Janiak)                    | 2019 | 9  | —  | 84 | —  | —  | 23 |                   | Tim                  |
| Ain’t a Thing (közreműködik Bonn)                           | 2019 | 21 | —  | —  | —  | —  | 26 |                   | Tim                  |
| Hold the Line (közreműködik Arizona)                        | 2019 | 16 | —  | 93 | —  | 15 | 18 |                   | Tim                  |
| Freak (közreműködik Bonn)                                   | 2019 | 12 | —  | —  | —  | —  | 25 |                   | Tim                  |
| Excuse Me Mr. Sir (közreműködik Vargas & Lagola)            | 2019 | 30 | —  | —  | —  | —  | 34 |                   | Tim                  |
| Heart Upon My Sleeve (az Imagine Dragonsszel)               | 2019 | 11 | —  | 96 | —  | 21 | 14 |                   | Tim                  |
| Never Leave Me (közreműködik Joe Janiak)                    | 2019 | 28 | —  | —  | —  | —  | 29 |                   | Tim                  |
| Fades Away (közreműködik Noonie Bao)                        | 2019 | 26 | —  | —  | —  | —  | 28 |                   | Tim                  |
| "—" nem szerepelt listán, vagy nem jelent meg az országban. |      |    |    |    |    |    |    |                   |                      |

## Remixek
| Cím                                                          | Év   | Előadó(k)                                        | További készítő a remixben | Album                                                                     |
| ------------------------------------------------------------ | ---- | ------------------------------------------------ | -------------------------- | ------------------------------------------------------------------------- |
| When I’m Thinking of You (Avicii vs. Philgood Remix)         | 2008 | Francesco Diaz, Young Rebels                     | Philgood                   | When I'm Thinking of You                                                  |
| Solaris (Avicii Greets Joia Mix)                             | 2008 | Roman Salzger                                    | Nincs                      | Solaris – EP                                                              |
| Dancin’ (Avicii Remix)                                       | 2008 | Sebastien Benett                                 | Nincs                      | Dancin'                                                                   |
| Bang That Box (Avicii vs. Philgood Remix)                    | 2008 | Roger Sanchez, Terri B.                          | Philgood                   | Bang That Box                                                             |
| D10 (Avicii vs. Philgood's Vicious Remix)                    | 2008 | Dirty South                                      | Philgood                   | D10                                                                       |
| Lost in Acid (Tim Berg’s Acidic Remix)                       | 2009 | David Tort                                       | Nincs                      | Acid                                                                      |
| Born to Rave (Avicii and Philgood Born to Do It Remix)       | 2009 | DJ Ralph                                         | Philgood                   | Born to Rave – EP                                                         |
| Life Goes On (Avicii vs. Philgood Remix)                     | 2009 | Richard Grey, Erick Morillo, José Nunez          | Philgood                   | Life Goes On (2009 Remixes) (feat. Shawnee Taylor) – EP                   |
| Whatever Kind (Avicii Remix)                                 | 2009 | Mic Newman                                       | Nincs                      | Whatever Kind                                                             |
| You Used to Hold Me (Avicii Remember Remix)                  | 2009 | D.O.N.S., Terri B.                               | Nincs                      | You Used to Hold Me (feat. Terri B.)                                      |
| Somewhere (Avicii Remix)                                     | 2009 | Albin Myers, Sandro Monte, Abigail Bailey        | Nincs                      | Somewhere (feat. Abigail Bailey)                                          |
| Sometimes I Feel (Avicii's Out of Miami Mix)                 | 2009 | Dim Chris, Sebastien Drums, Paulina              | Nincs                      | Sometimes I Feel (feat. Paulina) – EP                                     |
| Star Airlines (Avicii Remix)                                 | 2009 | Sebastien Benett                                 | Nincs                      | Star Airlines – Single                                                    |
| We Are (Avicii Remix)                                        | 2009 | Dirty South                                      | Nincs                      | We Are (Remixes)                                                          |
| Lipstick (Avicii Remix)                                      | 2009 | Greg Cerrone                                     | Nincs                      | Lipstick                                                                  |
| Tear the Club Up (Avicii vs. Philgood Two Angry Mix)         | 2009 | Zoo Brazil                                       | Philgood                   | Tear the Club Up – Single                                                 |
| Music Around the World (Avicii Remix)                        | 2009 | Austin Leeds, Nick Terranova, Teacha             | Nincs                      | Music Around the World (feat. Teacha) – EP                                |
| Boogers (Avicii's Dumb Dumb Remix)                           | 2009 | MYNC, Harry Choo Choo Romero, José Nunez         | Nincs                      | Boogers – EP                                                              |
| Better Days (Avicii Remix)                                   | 2009 | The Cut                                          | Nincs                      | Better Days                                                               |
| Shy Shy (Avicii Remix)                                       | 2009 | EDX                                              | Nincs                      | Shy Shy (Part Two)                                                        |
| Got 2 Get Up (Avicii Remix)                                  | 2009 | Mr. Timothy, Inaya Day                           | Nincs                      | Got 2 Get Up                                                              |
| Touch Me (In the Morning) (Avicii's Massive Mix)             | 2009 | Kid Massive, Elliotte Williams N'Dure            | Nincs                      | Touch Me (In the Morning)                                                 |
| Dreamer 2009 (Avicii Dream On Mix)                           | 2009 | Veersus, Maxie Devine, Viani DJ, Janice Robinson | Nincs                      | Dreamer 2009 (Remixes) – EP                                               |
| Escape Me (Avicii's Remix at Night)                          | 2009 | Tiësto, C.C. Sheffield                           | Nincs                      | Kaleidoscope: Remixed                                                     |
| Fade (Avicii 2009 Remix)                                     | 2009 | Solu Music, Kimblee                              | Nincs                      | Nincs                                                                     |
| The Drums (Avicii's Mouthful Remix)                          | 2009 | Alex Gaudino, Nari & Milani                      | Nincs                      | My Destination (The Remixes)                                              |
| One Love (Avicii Remix)                                      | 2009 | David Guetta, Estelle                            | Nincs                      | One Love (Remixes) [feat. Estelle]                                        |
| In the Air (Avicii Remix)                                    | 2009 | Austin Leeds, Jeremy Carr                        | Nincs                      | In the Air (feat. Jeremy Carr)                                            |
| Set Me Free (Avicii Remix)                                   | 2010 | Phonat                                           | Nincs                      | Set Me Free                                                               |
| Spotlight (Avicii Rising Star Mix)                           | 2010 | The Good Guys, Tesz Milan                        | Nincs                      | Spotlight – EP                                                            |
| Do It with Me (Avicii vs. Philgood Remix)                    | 2010 | Austin Leeds, Etienne Osbourne, Steve Bartland   | Philgood                   | Do It With Me (Avicii vs. Philgood Remix) [feat. Steve Bertrand] – Single |
| Stop the Rock (Avicii's Showstopping Remix)                  | 2010 | Jason Rooney                                     | Nincs                      | Stop the Rock – EP                                                        |
| Can’t Fight This Feeling (Avicii Universe Mix)               | 2010 | Junior Caldera, Sophie Ellis-Bextor              | Nincs                      | Can't Fight This Feeling (Club Remixes) [feat. Sophie Ellis-Bextor] – EP  |
| Salinas (Tim Berg Remix)                                     | 2010 | Dimitri Vegas & Like Mike                        | Nincs                      | Salinas                                                                   |
| Remedy (Avicii Club Mix)                                     | 2010 | Little Boots                                     | Nincs                      | Remedy Remixes – EP                                                       |
| Cookies with a Smile (Avicii Remix)                          | 2010 | Dada Life                                        | Nincs                      | Cookies With a Smile – EP                                                 |
| New New New (Avicii Meets Yellow Mix)                        | 2010 | Bob Sinclar, Vybrate, Queen Ifrica, Makedah      | Nincs                      | Strictly Bob Sinclar                                                      |
| Gettin’ Over You (Avicii’s Vocal Mix At Night)               | 2010 | David Guetta, Chris Willis, Fergie, LMFAO        | Nincs                      | Gettin' Over You – EP                                                     |
| I Feel Love (Avicii’s Forgotten Remix)                       | 2010 | Rhythm Masters, MYNC, Wynter Gordon              | Nincs                      | I Feel Love (feat. Wynter Gordon) – EP                                    |
| I Like It (Avicii Remix)                                     | 2010 | Enrique Iglesias, Pitbull                        | Nincs                      | I Like It (feat. Pitbull) [Remixes]                                       |
| Getting Personal (Avicii’s Italectronic Remix)               | 2010 | Maurizio Gubellini, Mia Crispin                  | Nincs                      | Getting Personal (Remixes) [feat. Mia Crispin]                            |
| Hang with Me (Avicii’s Exclusive Club Mix)                   | 2010 | Robyn                                            | Nincs                      | Hang With Me – EP                                                         |
| Painted Faces (Avicii Remix)                                 | 2010 | Paul Thomas, Sonny Wharton                       | Nincs                      | Painted Faces – Single                                                    |
| Rapture (Avicii New Generation Remix)                        | 2010 | Nadia Ali                                        | Nincs                      | Queen of Clubs Trilogy: Onyx Edition                                      |
| Derezzed (Avicii Remix)                                      | 2011 | Daft Punk                                        | Nincs                      | Tron: Legacy Reconfigured                                                 |
| Drowning (Avicii Remix)                                      | 2011 | Armin van Buuren, Laura V                        | Nincs                      | Mirage – The Remixes                                                      |
| Girl Gone Wild (Avicii's UMF Mix)                            | 2012 | Madonna                                          | Nincs                      | Girl Gone Wild (Remixes)                                                  |
| Get Free (Avicii Edit)                                       | 2013 | Major Lazer, Amber Coffman                       | Nincs                      | Lazer Strikes Back Vol. 3                                                 |
| Miami 82 (Avicii Edit)                                       | 2013 | Syn Cole                                         | Nincs                      | Nincs                                                                     |
| Derezzed (Avicii "So Amazing Mix")                           | 2014 | Daft Punk, Negin                                 | Nincs                      | Dconstructed                                                              |
| Insomnia 2.0 (Avicii Remix)                                  | 2015 | Faithless                                        | Faithless                  | Faithless 2.0                                                             |
| Beautiful Heartbeat (Avicii Remix) (featuring Frida Sundemo) | 2016 | MORTEN                                           | Nincs                      | Beautiful Heartbeat – Single                                              |
| So Much Better (Avicii Remix)                                | 2017 | Sandro Cavazza                                   | Nincs                      | Sandro Cavazza – EP                                                       |

## Közreműködései dalszerzőként és producerként
| Cím                                      | Év   | Előadó(k)          | Társproducer(ek)                                                           | Album                 |
| ---------------------------------------- | ---- | ------------------ | -------------------------------------------------------------------------- | --------------------- |
| You’re Gonna Love Again                  | 2012 | NERVO              | Olivia Nervo, Miriam Nervo                                                 | Collateral            |
| Animal (featuring J-Hope of BTS)         | 2014 | Jo Kwon            | Lauren Dyson, Bang Si-hyuk                                                 | I'm Da One            |
| A Sky Full of Stars                      | 2014 | Coldplay           | Paul Epworth, Coldplay, Daniel Green, Rik Simpson, Jon Hopkins             | Ghost Stories         |
| Lovers on the Sun (featuring Sam Martin) | 2014 | David Guetta       | David Guetta, Giorgio Tuinfort, Frédéric Riesterer                         | Listen                |
| Yesterday (közreműködik Bebe Rexha)      | 2014 | David Guetta       | David Guetta, Giorgio Tuinfort, Bebe Rexha, Sean Douglas                   | Listen                |
| Devil Pray                               | 2015 | Madonna            | Madonna, Blood Diamonds, DJ Dahi                                           | Rebel Heart           |
| HeartBreakCity                           | 2015 | Madonna            | Madonna, Salem Al Fakir, Magnus Lidehäll, Vincent Pontare, Astma & Rocwell | Rebel Heart           |
| Wash All Over Me                         | 2015 | Madonna            | Madonna, Mike Dean, Kanye West, Charlie Heat                               | Rebel Heart           |
| Messiah                                  | 2015 | Madonna            | Madonna, Salem Al Fakir, Magnus Lidehäll, Vincent Pontare                  | Rebel Heart           |
| Rebel Heart                              | 2015 | Madonna            | Madonna, Salem Al Fakir, Magnus Lidehäll, Vincent Pontare                  | Rebel Heart           |
| Borrowed Time                            | 2015 | Madonna            | Madonna, Carl Falk, Michael Diamonds, DJ Dahi                              | Rebel Heart           |
| Addicted                                 | 2015 | Madonna            | Madonna, Carl Falk                                                         | Rebel Heart           |
| I’ll Be Waiting                          | 2015 | Walk Off The Earth | Gianni Luminati Nicassio, Thomas Salter                                    | Sing It All Away      |
| Thinking Of Sunshine                     | 2015 | Daniel Adams-Ray   | Daniel Adams-Ray, Henrik Jonback                                           | Thinking Of Sunshine  |
| Hymn for the Weekend                     | 2016 | Coldplay           | Rik Simpson, Stargate, Digital Divide                                      | A Head Full of Dreams |
| Girlfriend                               | 2018 | Anderson East      | Anderson East, Dave Cobb                                                   | Encore                |
| GHOST                                    | 2018 | HUMAN              | Daniel Adams-Ray, Carl Wikstrom Ask, Elias Kapari, Henrik Jonback          | IRL                   |
| The Otherside                            | 2020 | Cam                | Camaron Ochs, Tyler Johnson, Hillary Lindsey                               | The Otherside         |

## Videóklipek

### Önálló előadóként
| Cím                                              | Év   | Rendező(k)                        |
| ------------------------------------------------ | ---- | --------------------------------- |
| Fade into Darkness                               | 2011 | Tobias Hansson, Karl Aulin        |
| Collide (Leona Lewisszal)                        | 2011 | Ethan Lader                       |
| Levels                                           | 2011 | Petro                             |
| Silhouettes                                      | 2012 | Niklas Johansson                  |
| Superlove (Remix) (vs. Lenny Kravitz)            | 2012 | Rich Ragsdale                     |
| I Could Be the One (vs. Nicky Romero)            | 2013 | Peter Huang                       |
| X You                                            | 2013 | None                              |
| Wake Me Up                                       | 2013 | Mark Seliger                      |
| Speed Burn & Lotus F1 Mix                        | 2013 | None                              |
| You Make Me                                      | 2013 | Sebastian Ringler                 |
| Hey Brother                                      | 2013 | Jesse Sternbaum                   |
| Addicted to You                                  | 2014 | Sebastian Ringler                 |
| Wake Me Up (Avicii by Avicii)                    | 2014 | Zachary James, Alex Negrete       |
| Hey Brother (Avicii by Avicii)                   | 2014 | Nick Fung, Nate Olson             |
| Addicted to You (Avicii by Avicii)               | 2014 | Keshen8                           |
| You Make Me (Avicii by Avicii)                   | 2014 | Joe Penna                         |
| Lay Me Down                                      | 2014 | nincs                             |
| Lose Myself (忘我) (Wang Leehommal)              | 2014 | Jeff Richter                      |
| The Days                                         | 2014 | Jesper Erikssen                   |
| The Nights                                       | 2014 | Jesper Erikssen                   |
| Feeling Good                                     | 2015 | nincs                             |
| Waiting For Love                                 | 2015 | Sebastian Ringler                 |
| Pure Grinding/For a Better Day                   | 2015 | Levan Tsikurishvili, Tim Bergling |
| Broken Arrows                                    | 2015 | Julius Onah                       |
| Feeling Good (Avicii by Avicii)                  | 2016 | Nincs                             |
| Lonely Together (közreműködik Rita Ora)          | 2017 | Levan Tsikurishvili               |
| You Be Love (közreműködik Billy Raffoul)         | 2017 | TNT                               |
| Friend of Mine (közreműködik Vargas & Lagola)    | 2017 | Tobias Leo Nordquist              |
| Tough Love (közreműködik Agnes, Vargas & Lagola) | 2019 | Fredrik Benke Rydman              |
| Heaven                                           | 2019 | Levan Tsikurishvili               |

### Vendégelőadóként
| Cím                                        | Év   | Rendező(k)    |
| ------------------------------------------ | ---- | ------------- |
| Divine Sorrow (Wyclef közreműködik Avicii) | 2014 | Mr. Brainwash |